# Кампільйо-де-Делейтоса
Кампільйо-де-Делейтоса (ісп. Campillo de Deleitosa) — муніципалітет в Іспанії, у складі автономної спільноти Естремадура, у провінції Касерес. Населення — 76 осіб (2010).
Муніципалітет розташований на відстані близько 180 км на південний захід від Мадрида, 75 км на схід від Касереса.

## Демографія
Динаміка населення (INE ):

## Галерея зображень

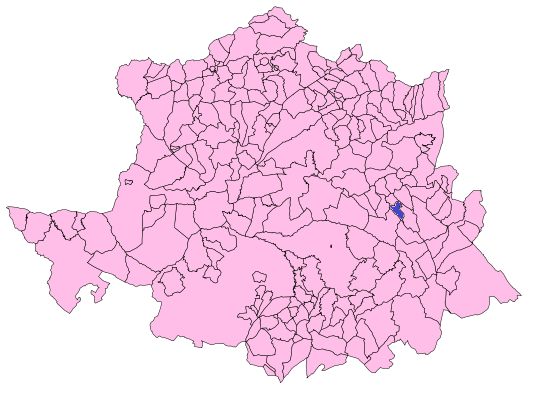
Розташування муніципалітету у провінції Касерес